# La Poste (Frankreich)

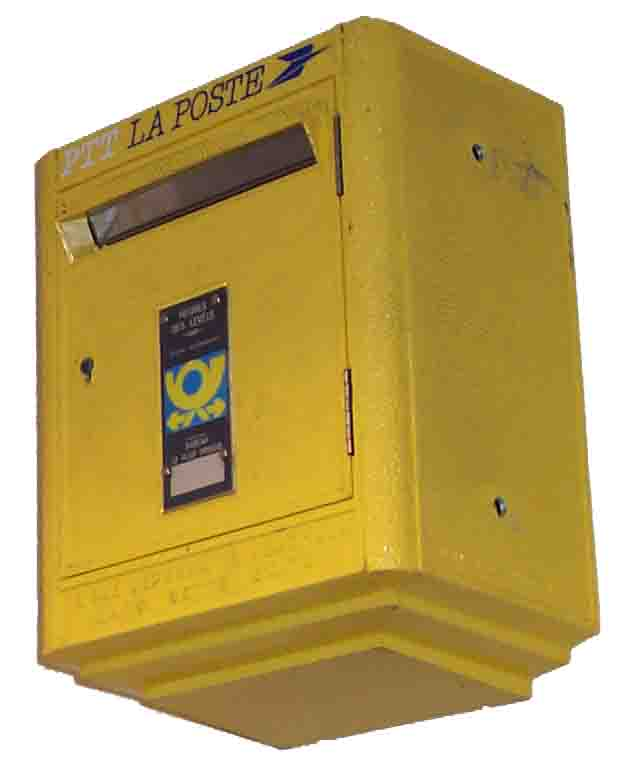
Briefkasten der PTT La Poste in einer deutschen Partnergemeinde (Posthorn der Deutschen Bundespost)

La Poste S.A. (auch PTT La Poste, Postes, Télégraphes et Télécommunications (deutsch: Post, Telegrafie und Telefon)) ist ein staatliches, als Aktiengesellschaft organisiertes französisches Postunternehmen, das auch die Postzustellung in den französischen Überseedépartements sowie den französischen Übersee-Territorien übernimmt.
Nach dem öffentlichen Dienst ist La Poste der größte französische Arbeitgeber. Die französische Post wurde 1576 gegründet. Am 23. März 2010 wurde das Unternehmen in eine Aktiengesellschaft umgewandelt. Sämtliche Anteile befinden sich im Besitz des französischen Staates. Davor war es ein öffentliches Unternehmen mit kommerziellem Charakter (établissements publics à caractère industriel et commercial (EPIC)).

## Unternehmensstruktur

Altes Logo von Geopost

Neben den klassischen Postdienstleistungen ist La Poste über Tochterunternehmen auch in zahlreichen weiteren Geschäftsfeldern aktiv.
- La Poste S.A. (Muttergesellschaft)
  - La Banque postale S.A. (Bankdienstleistungen)
  - Geopost (Kurier-Express-Paket-Dienste)
    - DPD (Weltweit)
    - BRT S.p.A. (Italien)
      - Chronopost (Frankreich)
      - SEUR (Spanien)

    - Interlink Express

  - Joint-Ventures
    - La Poste Télécom
    - Asendia (Partnerschaft mit der Schweizerischen Post)

## Galerie

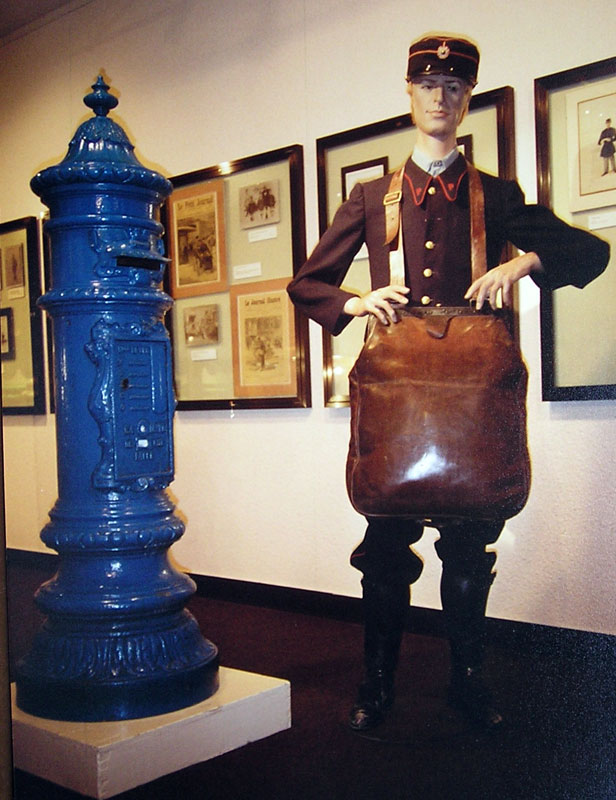
Briefkasten und Uniform in einem französischen Postmuseum der Poste.
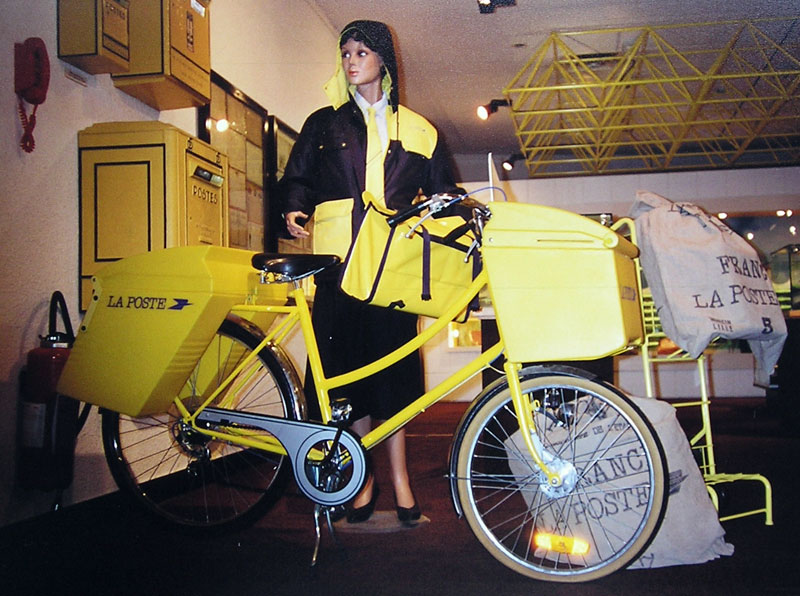
Fahrrad der Poste.